# Philipp Mamos
Philipp Mamos (né le 6 décembre 1982 à Gifhorn) est un coureur cycliste allemand. Il a notamment été champion d'Allemagne de course de côte en 2004.

## Palmarès
- 2004
  -  Champion d'Allemagne de la montagne
- 2005
  - 3e du championnat d'Allemagne de la montagne
- 2006
  - 2e du Grand Prix de Buchholz
  - 3e du Tour du Sachsenring
- 2009
  - 6e étape du Nature Valley Grand Prix
  - 1re étape de l'Univest Grand Prix (contre-la-montre par équipes)
  - 2e de l'Univest Grand Prix
  - 3e du championnat d'Allemagne de la montagne
- 2010
  - 3e du Tour de Nuremberg
- 2011
  - 2e du Challenge du Prince-Trophée princier
- 2018
  - 3e du championnat d'Allemagne de la montagne